# Cut Killer
Anouar Hajoui (Meknes, 6 mei 1971), beter bekend als Cut Killer, is een Franse hiphop-diskjockey van Marokkaanse komaf.

## Loopbaan
In de jaren negentig werkte Cut Killer zich op tot een van de beste Franse hiphop-dj's, hij bracht verschillende mixtapes uit, gaf bijdragen bij soundtracks en werkte samen met diverse bekende artiesten, waaronder MC Solaar, Akhenaton en JoeyStarr.
Hij kreeg bekendheid met zijn rol als dj in de film La Haine, waarbij hij aan het raam van zijn appartement de single Je ne regrette rien van Édith Piaf mixt met Sound of da police van KRS-One en Police van de controversiële rapgroep NTM.

## Discografie

### Albums en mixtapes
- 1995 - Eternal triangle
- 1996 - Lunatic Mixtapes
- 1996 - Hip Hop Soul Party
- 1997 - Hip Hop Soul Party vol.2
- 1997 - Hip Hop Soul Party vol.3
- 1998 - Cut Killer Show
- 1999 - Operation Freestyle
- 2001 - Cut Killer Show II
- 2002 - Hip Hop Soul Party vol.5
- 2002 - Ragga Killa Show
- 2003 - Party Jam
- 2003 - Hip Hop Soul Party vol.6
- 2004 - 1 son 2 rue
- 2005 - HH Classics
- 2006 - Cut Killa Show